# Danny Munyao
Danny Munyao (2. listopadu 1987) je zambijský fotbalový brankář a reprezentant, v současnosti hráč zambijského klubu Red Arrows.

## Reprezentační kariéra
V A-týmu Zambie debutoval v roce 2013.

Zúčastnil se APN 2013. Byl členem týmu i na APN 2015 v Rovníkové Guineji, kde Zambie obsadila se 2 body poslední čtvrté místo v základní skupině B.